# Bernsteinzimmer

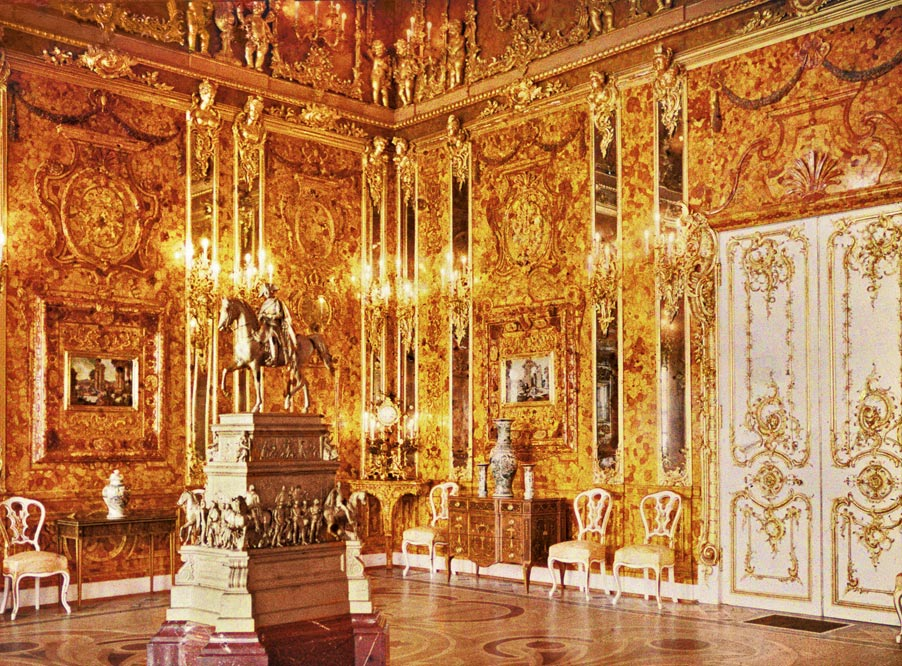
Bernsteinzimmer im Katharinenpalast, Sankt Petersburg (Autochrom aus dem Jahr 1917)

Das Bernsteinzimmer war ein Prunkraum, dessen Wände mit Bernstein-, Gold- und Spiegelelementen verkleidet waren. Es wurde im Auftrag des preußischen Königs Friedrich I. nach Plänen des barocken Baumeisters Johann Friedrich Eosander ab 1701 geschaffen und bis 1712 im Berliner Schloss eingebaut. Bereits 1716 tauschte der wenig kunstinteressierte König Friedrich Wilhelm I. das Bernsteinzimmer beim russischen Zaren Peter I. gegen groß gewachsene Soldaten. Erst Zarin Elisabeth ließ es 1741 erweitern und im Winterpalast in Sankt Petersburg und schließlich 1755 im Katharinenpalast in Zarskoje Selo einbauen. Dort blieb es fast zwei Jahrhunderte. Im Zweiten Weltkrieg wurde das Bernsteinzimmer 1941 von der Wehrmacht erbeutet und anschließend im Königsberger Schloss eingebaut. Beim Vormarsch der Roten Armee wurde es 1944 ausgelagert und ist seitdem verschollen. Eine detailgetreue Rekonstruktion des als „Achtes Weltwunder“ geltenden Prunkraums befindet sich seit 2003 wieder im Katharinenpalast.

## Von Berlin nach Sankt Petersburg nach Zarskoje Selo

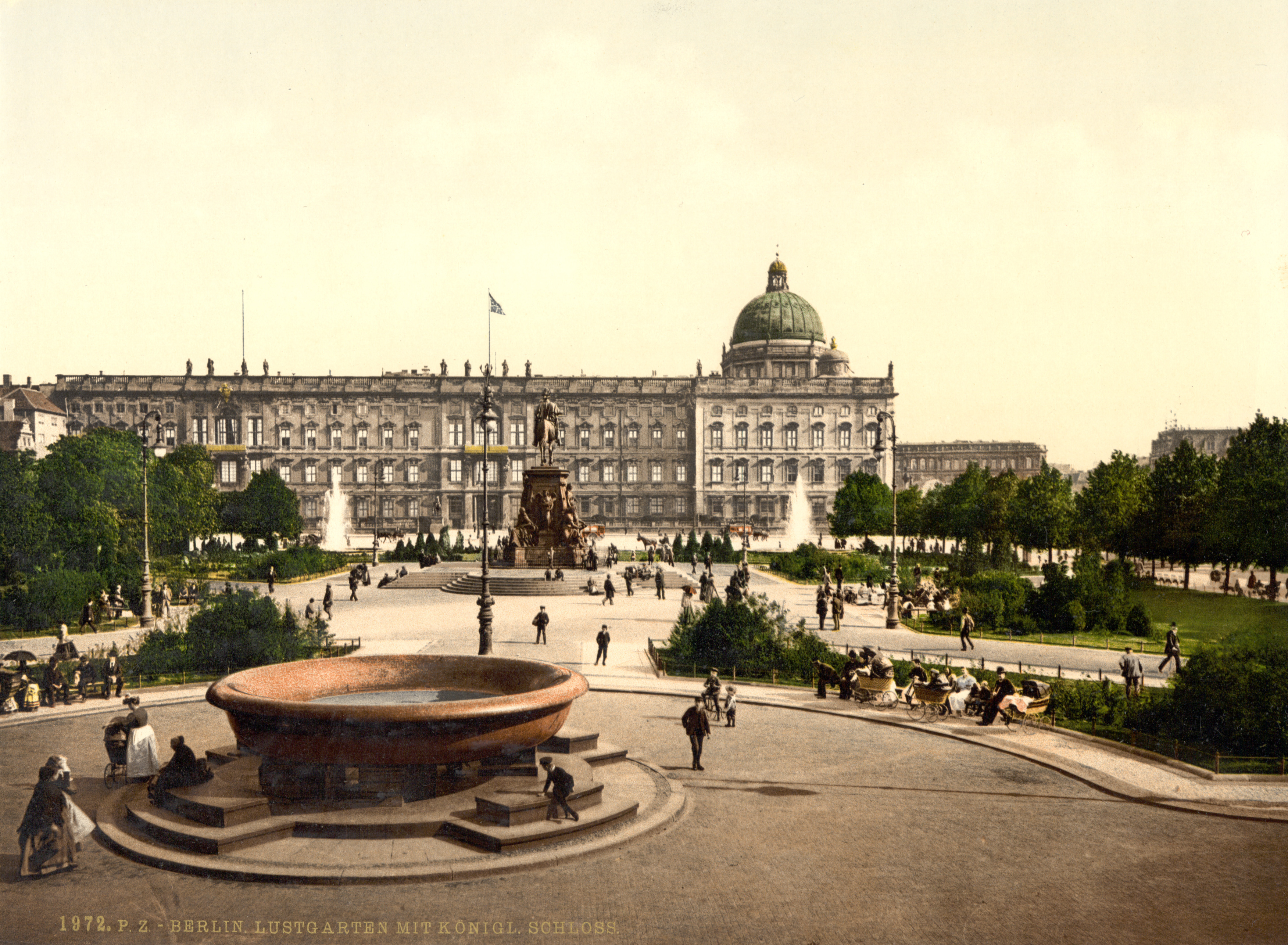
Berliner Schloss, um 1900

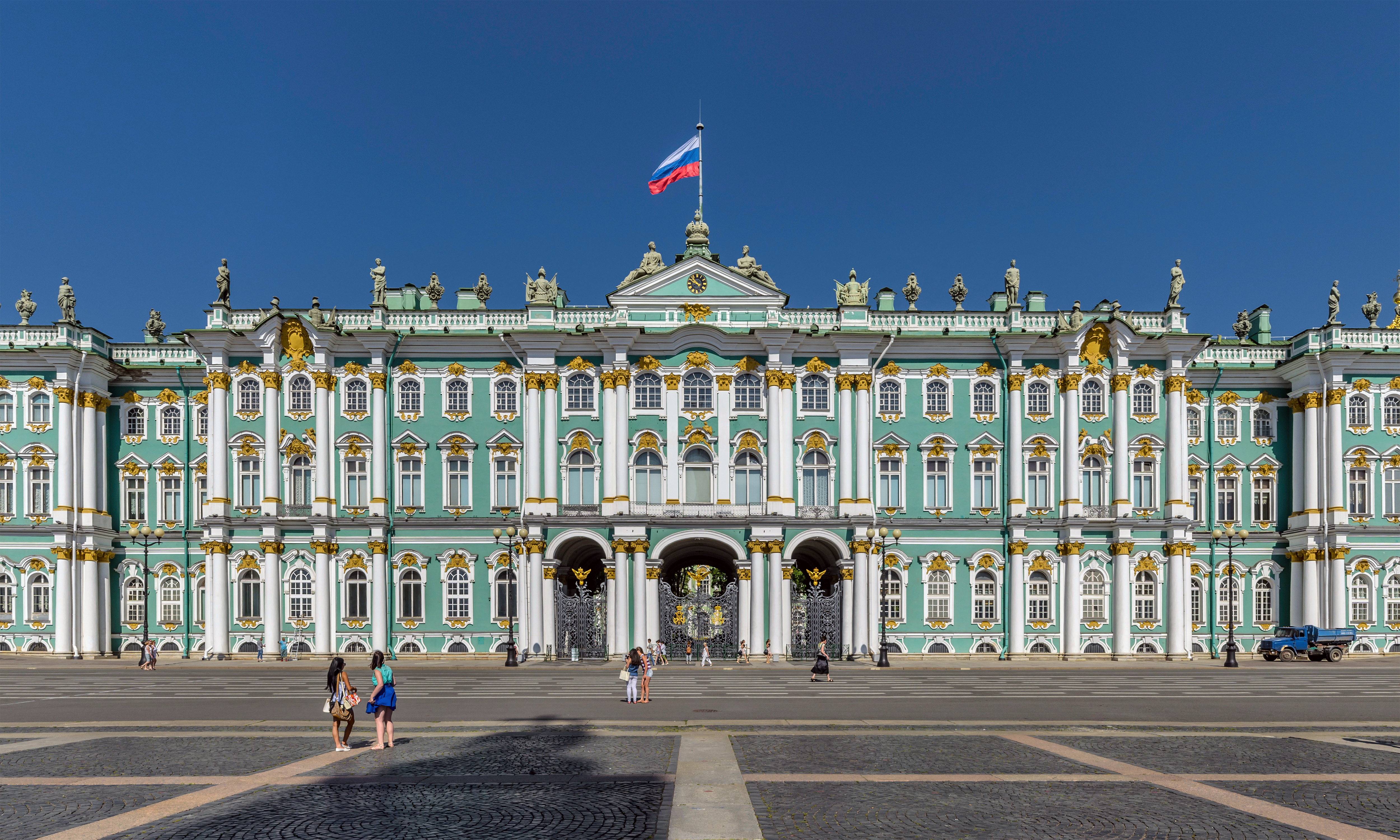
Winterpalast in Sankt Petersburg

Das Bernsteinzimmer war ursprünglich für einen Raum im Schloss Charlottenburg vorgesehen, die heutige Rote Damastkammer, doch wegen geänderter Pläne kam es nicht zum Einbau. Entworfen wurde der später auch als „Achtes Weltwunder“ bezeichnete Prunkraum mit Wandvertäfelungen aus Bernstein von dem Barockbaumeister Johann Friedrich Eosander. Mit der Ausführung wurde zunächst der dänische Bernsteindreher Gottfried Wolffram beauftragt, der sich aufgrund einer Empfehlung Friedrichs IV. von Dänemark wohl seit 1701 in Diensten Friedrichs I. von Preußen in Königsberg befand. Im Jahr 1707 wurde die Ausführung den Danziger Bernsteinmeistern Ernst Schacht und Gottfried Turau übertragen, da Wolfframs Arbeiten als zu langsam und zu teuer empfunden wurden. Ende 1711 wird das Werk noch erwähnt, ist dann aber erst nach dem Tode Friedrichs I. teilweise in ein Kabinett im nordwestlichen Eckraum des 2. Obergeschosses des Berliner Schlosses eingebaut worden. Dieser Raum wurde später dem Weißen Saal zugeschlagen.
Der russische Zar Peter der Große bewunderte das Zimmer bei seinem Besuch in der preußischen Residenz des „Soldatenkönigs“, der im Gegensatz zu seinem Vorgänger für Kunst wenig übrig hatte, dafür aber „Lange Kerls“ für seine Leibgarde suchte. So kam es mit Zar Peter 1716 zum Austausch von Geschenken zur Besiegelung einer Allianz gegen Schweden, und das Zimmer wurde zusammen mit einer Jacht gegen Soldaten mit Gardemaß getauscht. Das wertvolle Geschenk an den russischen Monarchen verursachte bereits damals Schlagzeilen in deutschen Zeitschriften, so im Journal Remarquable Curiosa. In einem zeitgenössischen Bericht hieß es, „daß der König dem Czaar zwey kostbahre praesente gethan hat, nämlich das prächtige, schöne Jagtschiff, dan ein prätieuses Bernstein-Getäffel zu einer vollenkommenen Bekleidung eines Cabinets [...] Der Czaar hat mit großer Verbindlichkeit zu erkennen gegeben, daß er auf ein Gegenpräsent starck würde bedacht seyn.“ Die auf Peter I. folgenden Regenten (Katharina I., Peter II., Anna und der Kindkaiser Iwan VI.) hatten für das Bernsteinzimmer jedoch keine Verwendung.
Erst die Tochter Peters I. und Katharinas I., Zarin Elisabeth, ließ das Zimmer unter maßgeblicher Beteiligung des am Zarenhof tätigen italienischen Restaurators und Stuckateurmeisters Alexander Martelli umgestalten und in Sankt Petersburg zunächst im Winterpalast installieren, später im Katharinenpalast in Zarskoje Selo. Um das Bernsteinzimmer in den etwa sechsmal so großen Saal im Katharinenpalast einbauen zu können, musste der im Dienste des russischen Hofes stehende italienische Architekt Bartolomeo Francesco Rastrelli es mit Gold- und Spiegelelementen vergrößern. König Friedrich II. schenkte der Zarin dazu weitere Bernsteinelemente, die beim früheren Einbau im Berliner Schloss nicht verwendet worden waren. Als Zeichen des Dankes und der Bewunderung für den preußischen König wurde im 19. Jahrhundert im Bernsteinzimmer eine Silberminiatur des Berliner Reiterstandbildes Friedrichs des Großen aufgestellt.

## Von Zarskoje Selo nach Königsberg

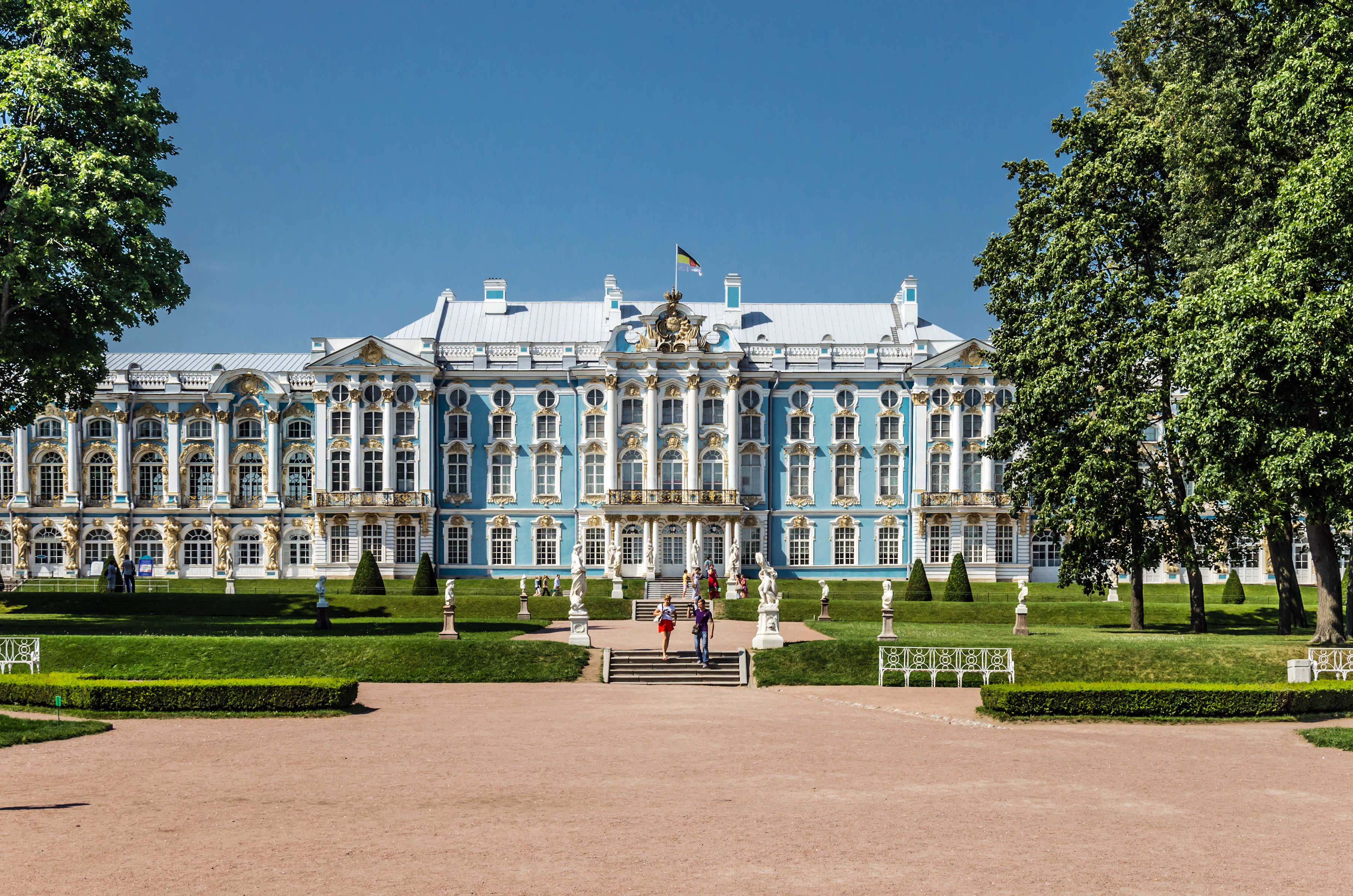
Katharinenpalast in Zarskoje Selo

Im September 1941 wurde der Katharinenpalast von der Wehrmacht als Wohnunterkunft beschlagnahmt. Der sowjetischen Verwaltung war es nicht gelungen, die Wandtafeln abzutransportieren, sie wurden durch Pappe notdürftig gegen Splitter gesichert. Ab dem 14. Oktober 1941 wurde das Bernsteinzimmer im Auftrag des Einsatzstabs Reichsleiter Rosenberg unter Aufsicht des Rittmeisters Ernstotto zu Solms-Laubach und des Hauptmanns Georg Poensgen innerhalb von 36 Stunden demontiert, in 28 Kisten verpackt und nach Königsberg abtransportiert, wo sich die Prussia-Sammlung befand. Am 13. November 1941 berichtete die Königsberger Allgemeine Zeitung ausführlich über eine Ausstellung von Teilen des Bernsteinzimmers im Südflügel des Königsberger Schlosses. Ebenso erschien ein Artikel in der Zeitschrift Pantheon, dessen Fotomaterial offenbarte, dass ein florentinisches Mosaik fehlte.
Als Königsberg in die Reichweite der alliierten Bomberflotten geriet (andere Berichte nennen als Grund ein zufällig entstandenes Feuer in einem anderen Raum des Königsberger Schlosses, bei dem das Bernsteinzimmer durch Rauch verschmutzt wurde), wurde im März 1944 das Bernsteinzimmer erneut abgebaut und in 28 Kisten eingelagert. Im August richteten britische Bomber bei ihren Luftangriffen auf Königsberg weitreichende Zerstörungen in der Stadt an. Seitdem verliert sich seine Spur. Der damalige Direktor des Königsberger Schlossmuseums, Alfred Rohde äußerte sich in Briefen und gegenüber Zeugen widersprüchlich zum Verbleib des Zimmers, so gab er an, es sei komplett verbrannt, bei anderer Gelegenheit teilte er mit, nur einige Teile seien dem Feuer zum Opfer gefallen. Da er Ende 1945 in einem Königsberger Seuchenkrankenhaus verstarb, konnte er später nicht mehr zum genauen Hergang befragt werden.

## Verbleib des Bernsteinzimmers

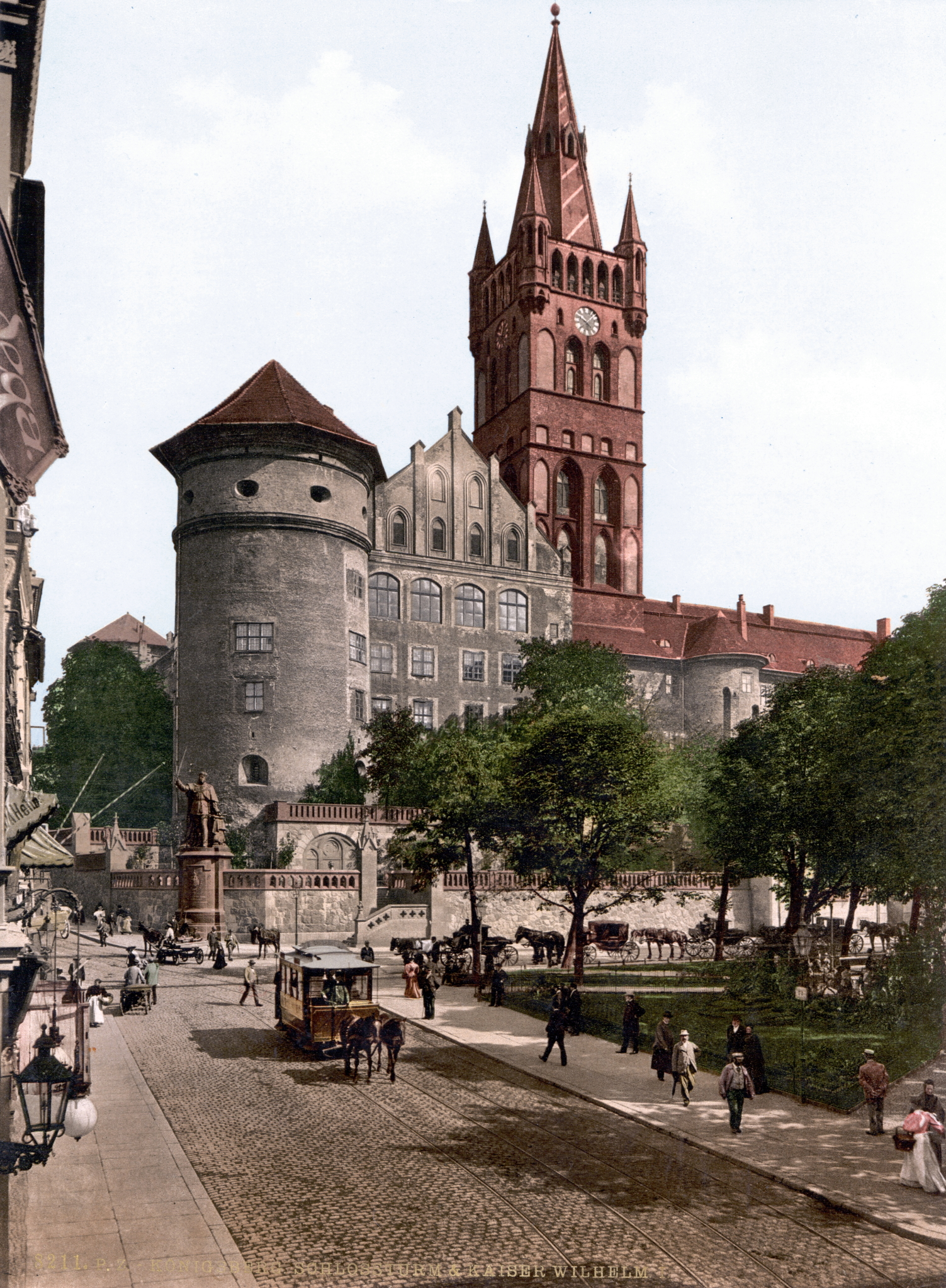
Königsberger Schloss, um 1900

Seit 1945 ist das Bernsteinzimmer verschollen. Die widersprüchlichen Aussagen des Museumsdirektors Rohde, aber auch anderer Zeugen (so gab ein Mitarbeiter des Denkmalamtes an, noch nach der Zerstörung des Schlosses die Kisten mit dem Bernsteinzimmer im Hof gesehen zu haben, während andere Augenzeugen von einer Zerstörung durch das Feuer sprachen) nährten Gerüchte, das Zimmer sei entweder in Königsberg selbst erhalten geblieben oder aber noch rechtzeitig aus der zerstörten Stadt herausgebracht worden. Über seinen Verbleib gibt es daher seither eine Vielzahl an Behauptungen, Vermutungen und Spekulationen, zahlreiche Medienberichte belegen die Popularität der Frage nach dem Verbleib des Zimmers. Es wurden mehrere hundert Orte benannt, wo es verborgen sein soll. Zahlreiche in- und ausländische Forscher suchten vergeblich nach dem Bernsteinzimmer. Das Ministerium für Staatssicherheit der DDR suchte eine Zeit lang mit hohem Aufwand und teilweise geheimdienstlichen Methoden danach.
Fest steht lediglich, dass es letztmals in Königsberg gesehen wurde. Das Königsberger Schloss, in dem sich das Bernsteinzimmer befand, wurde 1945 stark beschädigt und die Ruine 1968 auf Befehl von Leonid Breschnew gesprengt, um dort das Haus der Sowjets zu errichten. Aufgrund von Statikproblemen wurde dieses Hochhaus nicht fertiggestellt; im November 2020 kündigte Anton Alichanow, der Gouverneur der Oblast Kaliningrad, den Abriss der Ruine an. Das Gebäude wurde ab Mai 2023 abgerissen, im August 2024 war das Gebäude komplett abgetragen.
Während des Krieges ist es unter ungeklärten Umständen zu Diebstählen von einzelnen Ausstattungsstücken des Bernsteinzimmers gekommen. Darauf lässt die Tatsache schließen, dass eine Kommode und ein Steinmosaik, das angeblich bereits 1941 vor der Ankunft in Königsberg gestohlen wurde, Ende der 1990er Jahre in Deutschland aufgefunden wurden. Das Mosaik tauchte 1997 in Norddeutschland auf und wurde auf dem grauen Kunstmarkt für 2,5 Millionen US-Dollar angeboten.
Bevor es jedoch zu einem Verkauf kam, wurde das Objekt von der Polizei in Bremen beschlagnahmt. Einige Zeit nach diesem spektakulären Fund meldete sich aufgrund von Presseberichten die Besitzerin der Kommode in Berlin, sie hatte das Stück im DDR-Antiquitätenhandel erworben, ohne dessen Bedeutung und Herkunft zu kennen. Diese beiden Teile des Bernsteinzimmers wurden von der Bundesregierung an Russland zurückgegeben.
In ihrem 2004 erschienenen Buch berichten die beiden britischen Journalisten Adrian Levy und Catherine Scott-Clark, das Bernsteinzimmer sei bei einem von sowjetischen Soldaten gelegten Brand des Königsberger Schlosses im Jahr 1946 vollständig vernichtet worden. Dabei berufen sich die beiden auf Archivdokumente aus dem Nachlass des sowjetischen Bernsteinzimmer-Beauftragten Anatoli Kutschumow. Die aufwändigen Ermittlungen von sowjetischer Seite seien laut ihnen nur ein Täuschungsmanöver gewesen, um zu verbergen, dass das Bernsteinzimmer durch einen eigenen Fehler vernichtet worden sei. Außerdem konnte der vermeintliche Diebstahl des Zimmers während des Kalten Krieges propagandistisch genutzt werden. Kutschumow selbst habe die Zerstörung des Zimmers auch deshalb nicht akzeptieren wollen, weil er 1941 die Entscheidung getroffen hatte, das Zimmer nicht vor den heranrückenden deutschen Truppen in Sicherheit zu bringen, so dass es diesen in die Hände fiel.
2020 berichteten Medien darüber, dass das Wrack des Frachtschiffs Karlsruhe von polnischen Tauchern entdeckt und in Augenschein genommen wurde. Das Wrack liegt 88 Meter tief auf dem Grund der Ostsee, mehrere dutzend Kilometer nördlich von Ustka, das 130 km westlich von Danzig liegt. Im Wrack befinden sich Militärfahrzeuge, Porzellan aus der Königlichen Porzellan-Manufaktur Berlin und Kisten unbekannten Inhalts. Das Taucherteam, welches die Karlsruhe fand, äußerte die Vermutung, dass das Bernsteinzimmer in den Kisten verpackt an Bord sei.

## Rekonstruktion im Katharinenpalast
Im Katharinenpalast wurde ab 1976 an der Rekonstruktion des Bernsteinzimmers gearbeitet, die sich hauptsächlich auf Schwarz-Weiß-Fotos des Originals sowie auf das einzige vorhandene Farbfoto stützte. Nach einer Unterbrechung aufgrund von Finanzierungsproblemen konnten die Arbeiten durch eine Spende der deutschen Ruhrgas AG von 3,5 Millionen Dollar abgeschlossen werden. Im Rahmen des 300-jährigen Stadtjubiläums von Sankt Petersburg wurde das teilweise rekonstruierte Bernsteinzimmer am 31. Mai 2003 in einem feierlichen Akt durch den damaligen deutschen Bundeskanzler Gerhard Schröder und den russischen Präsidenten Wladimir Putin der Öffentlichkeit übergeben und kann seitdem im Katharinenpalast besichtigt werden.

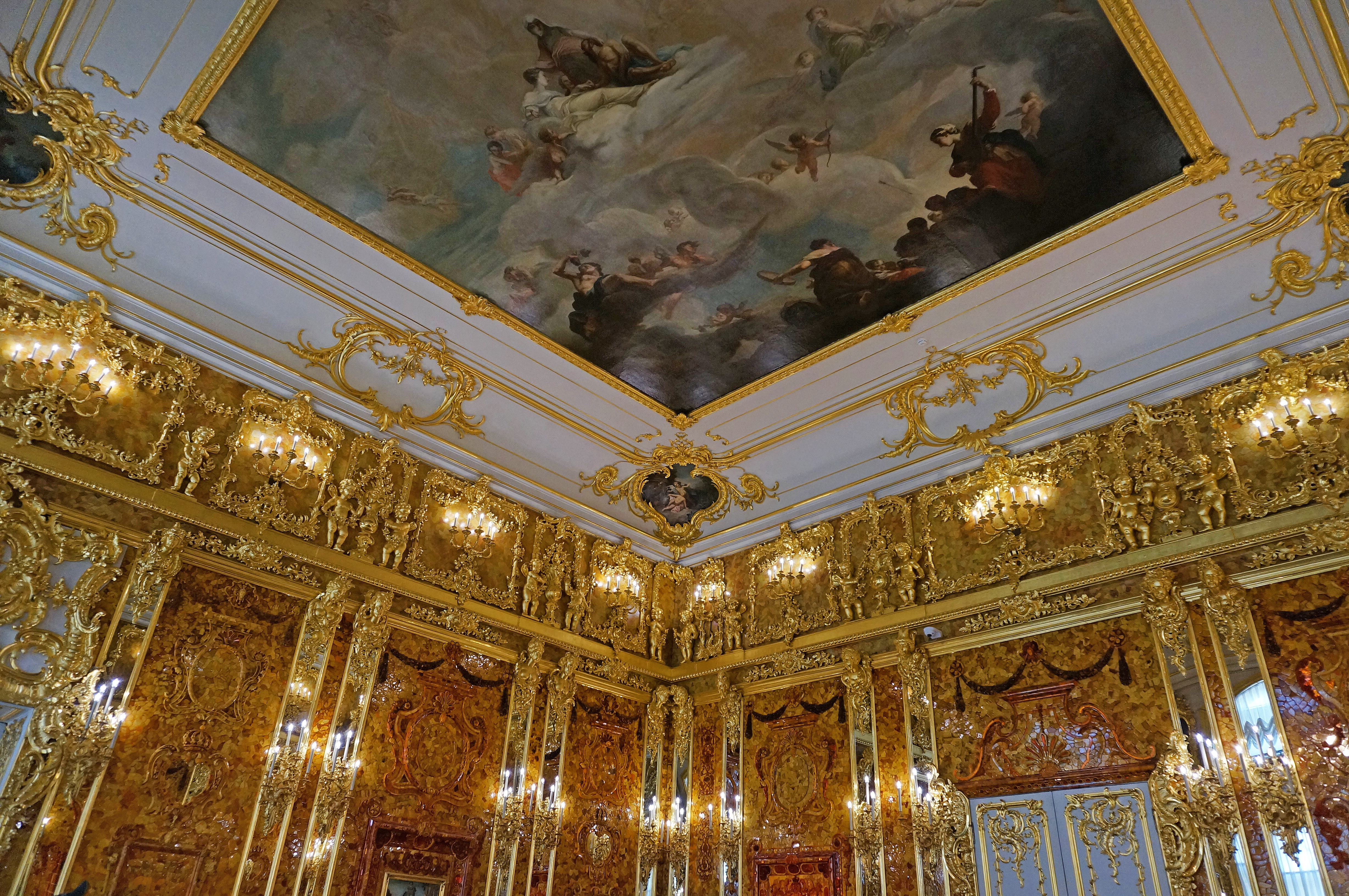
Deckengemälde
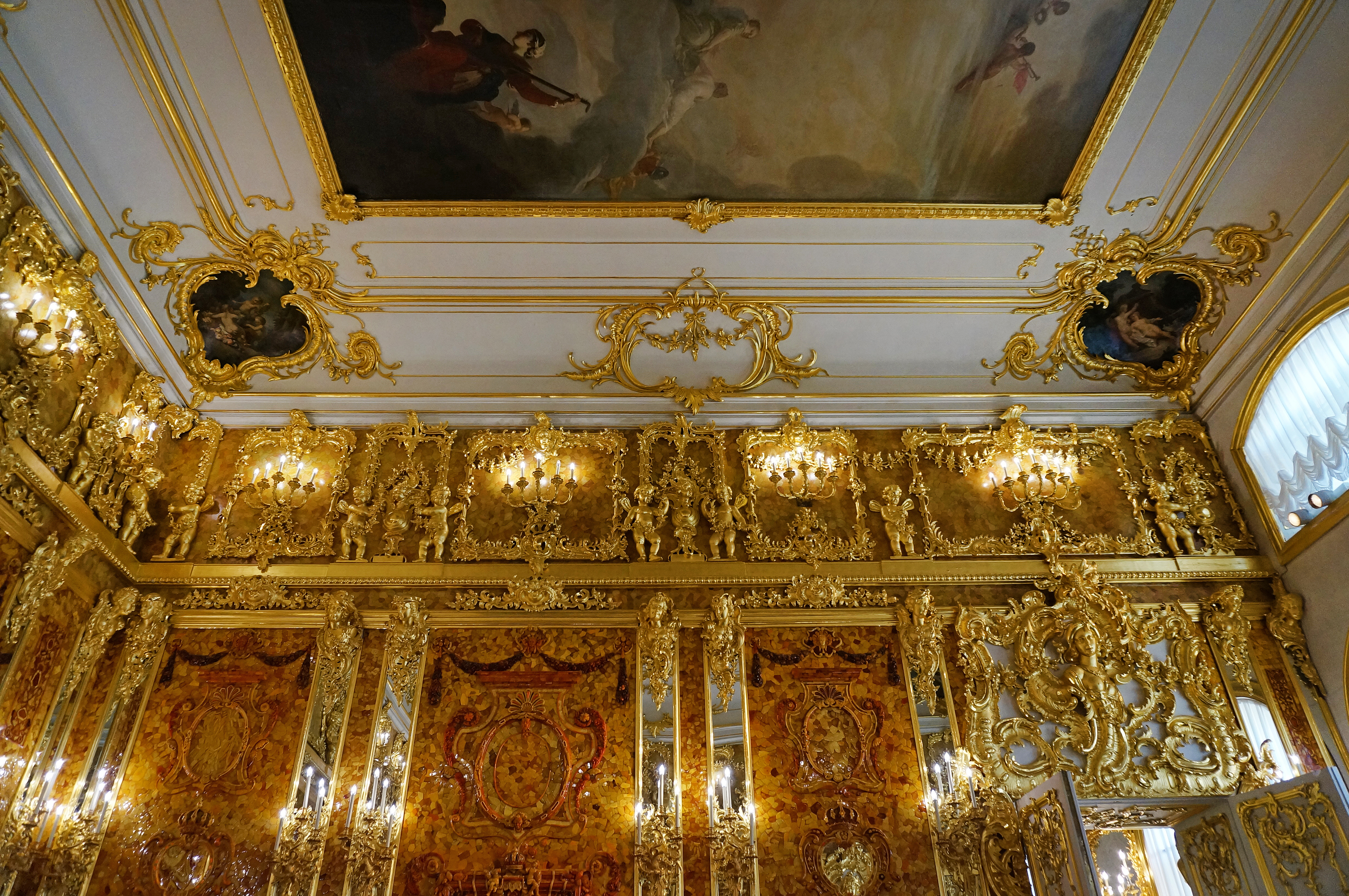
Seitenwand
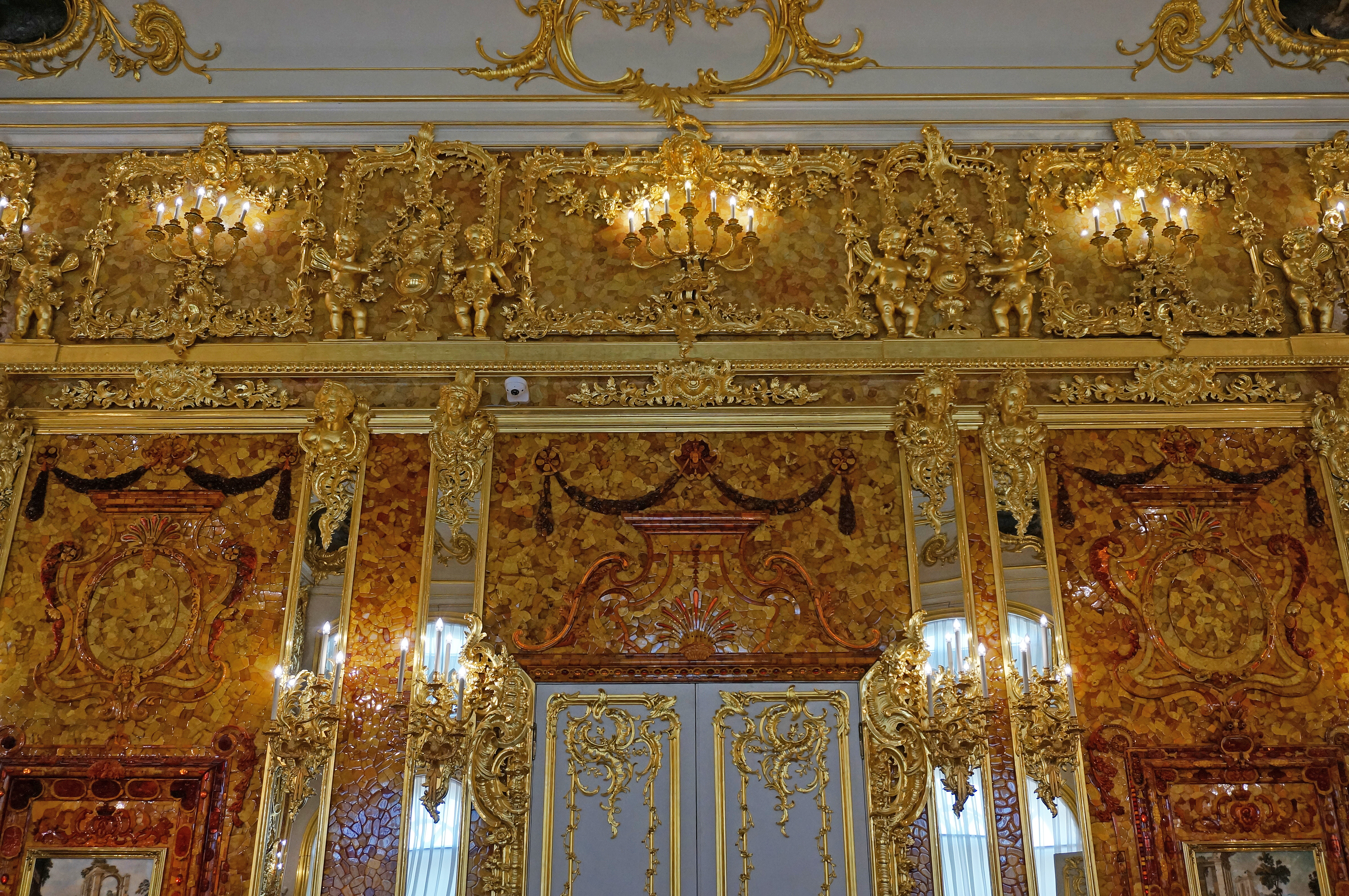
Türwand
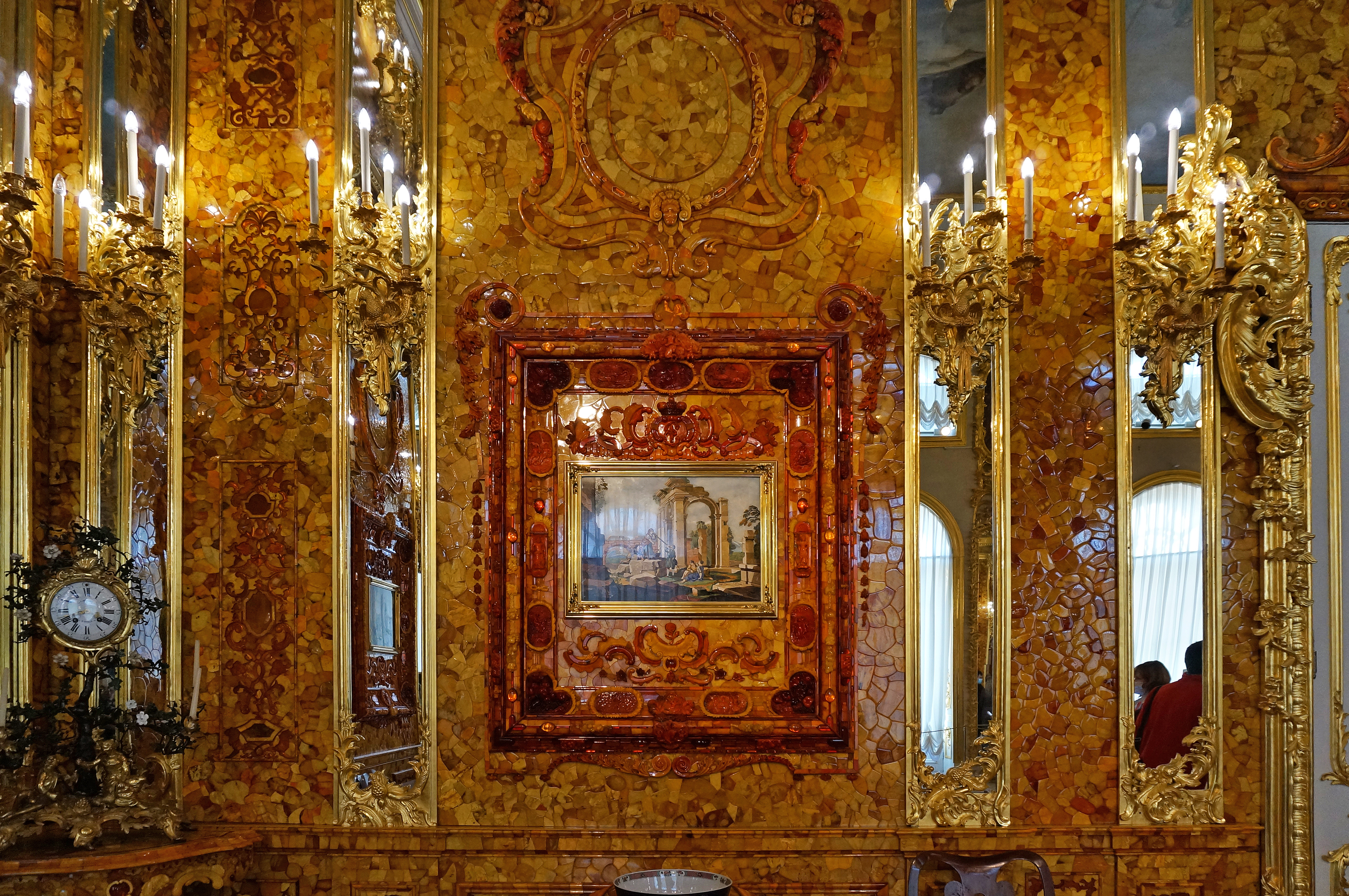
Bilderrahmen aus Bernstein
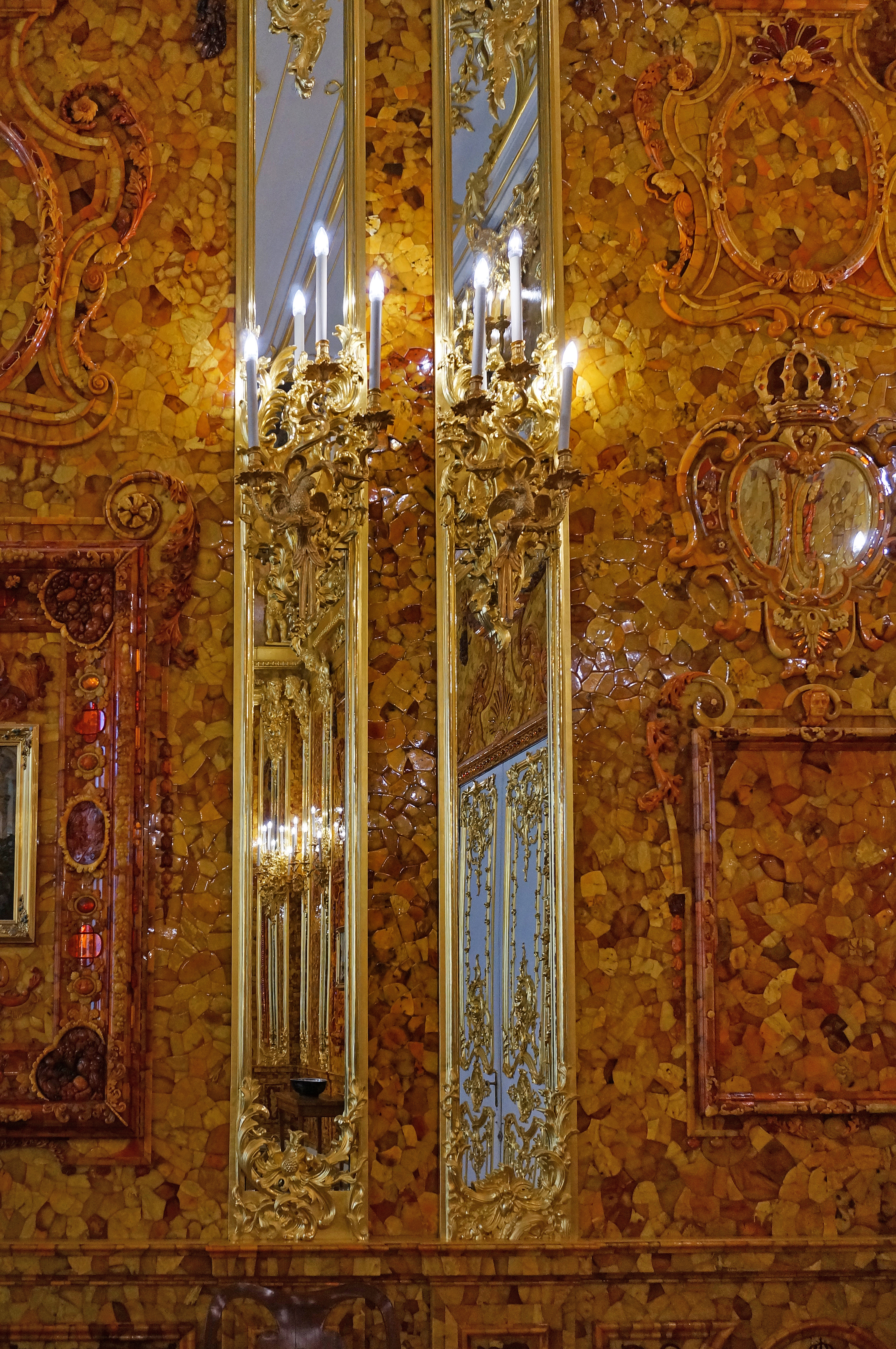
Gold- und Spiegelelemente
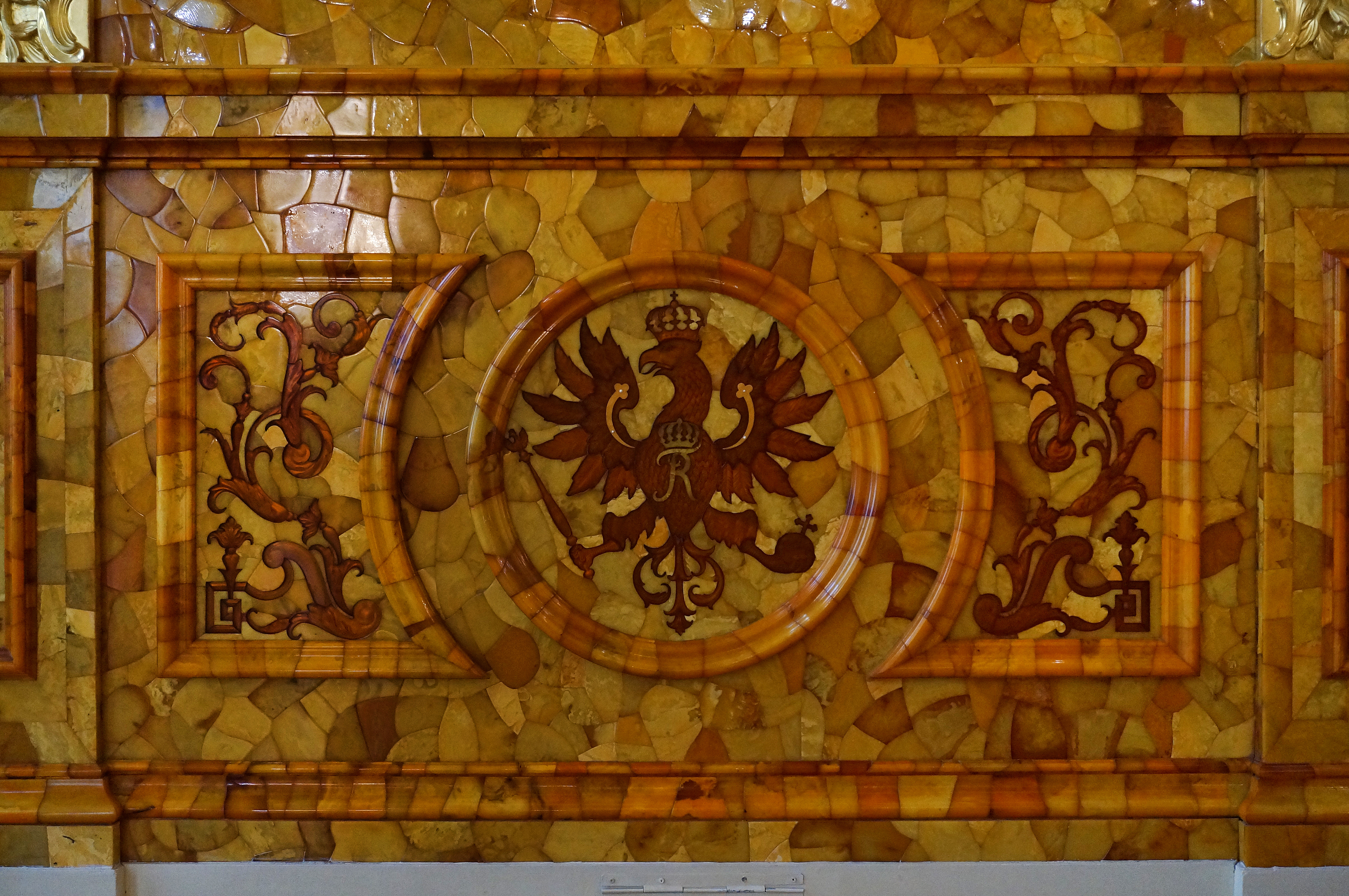
Preußenadler aus Bernstein

## Trivia
Der letztendlich ungeklärte Verbleib des Bernsteinzimmers ist auch des Öfteren das Motiv für Romane und Verfilmungen, beispielsweise der Abenteuerfilm Die Jagd nach dem Bernsteinzimmer aus dem Jahre 2012 oder der Kriminalroman Der Königsberg-Plan von Alexander Weiss aus dem Jahre 2013 (ISBN 978-3-86327-035-3).